# 埃杰顿 (怀俄明州)
埃杰顿（英語：Edgerton），是美国怀俄明州纳特罗纳县（Natrona）下属的一座城市。该市的人口在2000年为169人，2010年有195，2011年则估计有198人。该地海拔为1,493 m。